# André Roussin
André Jean Paul Roussin (* 22. Januar 1911 in Marseille; † 3. November 1987 in Paris) war ein französischer Theaterschauspieler und Komödiendichter. Besondere Bekanntheit im deutschsprachigen Raum erlangte sein Stück Die Schule der Gatten, das mit Theo Lingen und Hans Holt aufgeführt wurde.

## Leben
Roussin wurde 1911 als Sohn eines Versicherungsangestellten in Marseille geboren. Nach einem Besuch der Institution Mélizan arbeitete er ab 1931 ebenfalls im Versicherungswesen. Anschließend war er von 1933 bis 1935 als Journalist für Petit Marseillais tätig. Gemeinsam mit Louis Ducreux gründete er 1934 die Schauspieltruppe Le Rideau Gris. Nach dem Zweiten Weltkrieg wechselte er von der Schauspielerei zur Bühnendichtung und verfasste zahlreiche Theaterstücke, vorwiegend Boulevardkomödien. Roussin gilt als einer der meistgespielten Dramatiker des französischen Nachkriegstheaters. Mehrere seiner Stücke wurden verfilmt, unter anderem Die kleine Hütte. Er betätigte sich auch als Drehbuchautor und veröffentlichte mehrere Bücher. 1947 heiratete Roussin Lucienne Deluy, mit der er einen Sohn hatte. Er verstarb 1987 in Paris an Krebs.

## Auszeichnungen
- 1970 Prix Edmond Rostand
- 1973 Wahl in die Académie française
- Kommandeur des Ordre des Arts et des Lettres
- Kommandeur des Ordre national du Mérite
- 1977 Prix Beaumarchais

## Werke (Auswahl)
- Am-Stram-Gram (1944)
- Une grande fille toute simple (Die Komödianten kommen; 1944)
- Jean-Baptiste le mal-aimé (1945)
- Le Tombeau d'Achille (1945)
- La Petite Hutte (Die kleine Hütte; 1947)
- Nina (Eine ungewöhnliche Frau; 1949)
- Les Oeufs de l'autruche (1950)
- Bobosse (1951)
- Le Mari, la femme et la mort (Der Mann, die Frau und der Tod; 1954)
- L'Amour fou (1955)
- La Sainte Famille (1956)
- Lorsque l'enfant paraît (1957)
- La Mamma (1957)
- Les Glorieuses (Die Schule der Gattinnen; 1960)
- Une femme qui dit la verité (Die Schule der Gatten; 1960)
- La Coquine (1962)
- Un amour qui ne finit pas (Die vollkommene Liebe; 1963)
- La Voyante (1963)
- La Locomotive (1966)
- On ne sait jamais (1969)
- La Claque (1972)
- La Vie est trop courte (1981)
- Le rideau rouge (1982)

## Filmographie (Auswahl)
- 1957: Die kleine Hütte (The Little Hut)
- 1958: Bobosse

## Deutschsprachige Hörspiele (Auswahl)
- 1957: Der Mann, die Frau und der Tod – Bearbeitung und Regie: Marcel Wall (Hörspielbearbeitung – SWF)
- 1960: Die verrückte Liebe – Regie: Wolfgang Spier (Hörspielbearbeitung – RIAS Berlin)
- 1967: Viola – Regie: Ferry Bauer (Hörspiel – ORF Oberösterreich)
- 1967: Die Lokomotive – Bearbeitung und Regie: Klaus Gmeiner (Hörspielbearbeitung – ORF Salzburg)
- 1968: Kleine Insel im großen Ozean – Bearbeitung und Regie: Wilhelm Sorger (Hörspielbearbeitung – ORF Salzburg)
- 1969: Und abends in die Komödie: Die Lokomotive – Regie: Heinz-Günter Stamm (Hörspielbearbeitung – BR)
- 1978: Die Schule der Ehe – Regie: Ferry Bauer (Hörspiel – ORF Oberösterreich)

Quellen: ARD-Hörspieldatenbank für die deutschen und Ö1-Hörspieldatenbank für die österreichischen Produktionen